# Гроапа-Вледікій
Гроапа-Вледікій (рум. Groapa Vlădichii) — село у повіті Сучава в Румунії. Входить до складу комуни Моара.
Село розташоване на відстані 346 км на північ від Бухареста, 11 км на південь від Сучави, 111 км на північний захід від Ясс.